# Nurmachan Tinälijew
Nurmachan Anarbekuly Tinälijew (kasachisch Нұрмахан Анарбекұлы Тінәлиев, russisch Нурмахан Анарбекович Тыналиев Nurmachan Anarbekowitsch Tynalijew; * 10. Januar 1988) ist ein kasachischer Ringer. Er gewann bei den Weltmeisterschaften 2010, 2011 und 2013 jeweils eine Bronzemedaille im griechisch-römischen Stil im Schwergewicht.

## Werdegang
Nurmachan Tinälijew begann als Jugendlicher im Jahre 2000 mit dem Ringen. Er ist Angehöriger des Sportclubs Däulet Almaty und konzentriert sich auf den griechisch-römischen Stil. Trainiert wird er von Marartbek Kasimchanow. Bei einer Größe von 1,90 Metern ringt er im Schwergewicht, der Gewichtsklasse bis 120 kg Körpergewicht.
Er war als Junior schon sehr erfolgreich und gewann bei den Junioren-Weltmeisterschaften 2006 in Guatemala-Stadt bzw. in Peking jeweils eine Bronzemedaille im Halbschwergewicht. Bei den Senioren brauchte er zwei Jahre, bis er die internationale Spitzenklasse erreicht hatte. Bei der Weltmeisterschaft 2009 in Herning/Dänemark, bei der im Schwergewicht startete, war er noch nicht ganz so weit, denn er verlor dort seinen ersten Kampf gegen Nico Schmidt aus Deutschland, schied damit aus und kam nur auf den 19. Platz.
Bei der Weltmeisterschaft 2010 in Moskau gewann er dann seine erste Medaille bei den Senioren. Er besiegte dort im Schwergewicht Rocco Daniele Ficara aus Italien, Wladimir Guralski aus Israel und sensationellerweise auch den ehemaligen Weltmeister Chassan Barojew aus Russland, der sich 2008 mittels Doping eine 2016 aberkannte Silbermedaille verschafft hatte. Dann verlor Tinälijew gegen Mijaín López aus Kuba und gewann die Bronzemedaille mit einem Sieg über Marek Švec aus Tschechien. Danach wurde er 2010 in Guangzhou Sieger bei den Asien-Spielen vor Liu Deli aus China und Muradjan Tuichijew aus Tadschikistan.
Bei der Weltmeisterschaft 2011 in Istanbul wiederholte Nurmachan Tinälijew seinen Medaillengewinn von 2010. Er gewann dort mit Siegen über Dremiel Byers, Vereinigte Staaten, Nico Schmidt und Xenofon Koutsioubas, Griechenland, einer Niederlage gegen Rıza Kayaalp aus der Türkei und einem Sieg über Mihály Deák Bárdos aus Ungarn erneut eine WM-Bronzemedaille. Diese Platzierung bedeutete gleichzeitig die Qualifikation für die Olympischen Spiele 2012 in London. Bei diesen Spielen blieb er aber erfolglos. Er verlor dort gleich seinen ersten Kampf gegen Johan Eurén, Schweden. Da dieser das Finale nicht erreichte, schied er aus und kam nur auf den 18. Platz.
2013 wurde er in New Delhi Asienmeister im Schwergewicht, wobei er im Finale den Chinesen Nie Xiaoming besiegte. Bei der gut besetzten Universiade im Juli 2013 in Kasan gewann er hinter Rıza Kayaalp, Türkei und Amir Ali-Akbari aus dem Iran eine Bronzemedaille. Auch bei der Weltmeisterschaft 2013 in Budapest war er erfolgreich. Er gewann dort über Muradjan Tuichijew, Tadschikistan und Radhouane Chebbi, Tunesien, verlor dann gegen Heiki Nabi aus Estland und sicherte sich in der Trostrunde mit Siegen über Kamil Blonski, Polen und den erfahrenen Mihaly Deak Bardos aus Ungarn eine Bronzemedaille.

## Internationale Erfolge
| Jahr | Platz | Wettbewerb                                                | Gewichtsklasse | Ergebnisse |
| 2005 | 4.    | Asiatische Junioren-Meisterschaft in Jeju                 | Schwer         | hinter Mohammad Reza Kaveh Taban, Iran, Yoo Sang-kil, Südkorea und Masanobu Takeuchi, Japan |
| 2006 | 3.    | Asiatische Junioren-Meisterschaft (Cadets) in Oarai/Japan | bis 100 kg     | hinter Alireza Akbami, Iran und Musaki Chikada, Japan |
| 2006 | 3.    | Asiatische Junioren-Meisterschaft in Abu Dhabi            | Halbschwer     | hinter Davoud Gilnayrang, Iran und Asamat Erkinbajew, Kirgisistan |
| 2006 | 3.    | Junioren-WM in Guatemala-Stadt                            | Halbschwer     | nach Sieg über Aleksandrs Maculevics, Lettland, Niederlage gegen Ivan Nemeth, Ungarn und Siegen über Mzethabak Jikia, Georgien und Juri Dabko, Belarus                                            |
| 2007 | 3.    | Junioren-WM in Peking                                     | Halbschwer     | nach Siegen über Bektur Karachajew, Kirgisistan, Taisto Lalli, Finnland und Anton Dokl, Tschechien, einer Niederlage gegen Davoud Gilnayrang und einem Sieg über Lie Xiaoming, China              |
| 2009 | 11.   | Großer Preis von Deutschland in Dortmund                  | Schwer         | Sieger: Johan Eurén vor Jalma Sjoeberg, beide Schweden |
| 2009 | 8.    | Golden-Grand-Prix in Baku                                 | Schwer         | Sieger: Masoud Hashamzadeh, Iran vor Dremiel Byers, USA |
| 2009 | 19.   | WM in Herning/Dänemark                                    | Schwer         | nach einer Niederlage gegen Nico Schmidt, Deutschland |
| 2010 | 3.    | "Iwan-Poddubny"-Memorial in Tjumen                        | Schwer         | hinter Alexander Anutschin, Russland und Dremiel Byers |
| 2010 | 3.    | WM in Moskau                                              | Schwer         | nach Siegen über Rocco Daniele Ficara, Italien, Wladimir Guralski, Israel und Chassan Barojew, Russland, einer Niederlage gegen Mijaín López, Kuba und einem Sieg über Marek Švec, Tschechien     |
| 2010 | 1.    | Asien-Spiele in Guangzhou                                 | Schwer         | vor Liu Deli, China, Muradjan Tuichijew, Tadschikistan und Nardhim Soliman, Irak |
| 2011 | 2.    | Welt-Cup in Minsk                                         | Schwer         | hinter Rıza Kayaalp, vor Iossif Tschugaschwili, Belarus und Iwan Iwanow, Bulgarien |
| 2011 | 1.    | Golden-Grand-Prix in Szombathely                          | Schwer         | vor Mihály Deák Bárdos, Ungarn, Anton Dok und Atilla Güzel, Türkei |
| 2011 | 1.    | Präsidenten-Cup von Kasachstan in Astana                  | Schwer         | vor Iossif Tschugaschwili, Mihaly Deak Bardos und Dawid Saldadse, Usbekistan |
| 2011 | 3.    | WM in Istanbul                                            | Schwer         | nach Siegen über Dremiel Byers, Nico Schmidt und Xenofon Koutsooubas, Griechenland, einer Niederlage gegen Rıza Kayaalp und einem Sieg über Mihaly Deak Bardos                                    |
| 2012 | 1.    | Golden-Grand-Prix in Istanbul                             | Schwer         | vor Alexander Anutschin, Iossif Tschugaschwili und Amir Monjari Ghasemi, Iran |
| 2012 | 18.   | OS in London                                              | Schwer         | nach einer Niederlage gegen Johan Eurén, Schweden |
| 2013 | 2.    | "Dave-Schultz"-Memorial in Colorado Springs               | Schwer         | hinter Johan Eurén, vor Mindaugas Mizgaitis, Litauen und Robert Smith, USA |
| 2013 | 2.    | Welt-Cup in Teheran                                       | Schwer         | hinter Emin Öztürk, Türkei, vor Bashir Asgari Babajanzadeh, Iran und Alichan Ayubow, Russland |
| 2013 | 1.    | Asienmeisterschaft in New Delhi                           | Schwer         | nach Siegen über Murat Ramonow, Kirgisistan, Shori Maekawa, Japan, Muradjan Tuichijew, Tadschikistan und Nie Xiaoming, China                                                                      |
| 2013 | 3.    | Universiade in Kasan                                      | Schwer         | hinter Rıza Kayaalp, Türkei und Amir Ali-Akbari, Iran, gemeinsam mit Bálint Lám, Ungarn |
| 2013 | 3.    | WM in Budapest                                            | Schwer         | nach Siegen über Muradjan Tuichijew, Tadschikistan und Radhouane Chebbi, Tunesien, einer Niederlage gegen Heiki Nabi, Estland und Siegen über Kamil Blonski, Polen und Mihaly Deak Bardos, Ungarn |
| 2013 | 1.    | Präsidenten-Cup in Astana                                 | Schwer         | vor Schamil Dibirow, Ukraine und Gennadi Ljaschenko, Kasachstan |
| 2014 | 1.    | Großer Preis von Deutschland in Dortmund                  | bis 130 kg     | vor Kiril Chrischchanka, Belarus, Christian John, Deutschland und Alexander Tschernezki, Ukraine                                                                                                  |

Erläuterungen
- OS = Olympische Spiele, WM = Weltmeisterschaft, EM = Europameisterschaft
- alle Wettbewerbe im griechisch-römischen Stil
- Halbschwergewicht, bis 96 kg, Schwergewicht, bis 120 kg Körpergewicht (bis 31. Dezember 2013); seit 1. Januar 2014 gilt eine neue Gewichtsklasseneinteilung durch den Ringer-Weltverband FILA